# Königsberg (1927)
«Кёнигсберг» (нем. Königsberg) — немецкий лёгкий крейсер, принимавший участие во Второй мировой войне. Корабль назван в честь города Кёнигсберг в Восточной Пруссии.

## История создания
После Версальского мирного договора 1919 года Германии разрешалось иметь в составе своего флота не более 6 кораблей класса крейсеров с водоизмещением не выше 6000 тонн. Первым послевоенным крейсером стал «Эмден», построенный по слегка измененному проекту крейсеров типа «Кёнигсберг II» времён Первой мировой войны. Однако становилось ясным, что флоту необходимы корабли нового типа, не имеющие конструктивных недостатков «Эмдена», в частности, щитового расположения артиллерии. Был необходим переход на башенные установки и устранение других недостатков. Разработка проекта новых крейсеров в рамках Версальских ограничений началась в 1924 г под руководством главного конструктора инженера Эренберга. В рамках проекта было построено три крейсера: «Кёнигсберг», «Карлсруэ» и «Кёльн».
Крейсер «Кёнигсберг» заложен 12 апреля 1926 года на Военно-морской верфи «Reichsmarinrwerft» в Вильгельмсхафене как крейсер «В» («Ersatz Thetis» — замена крейсера «Тетис»), спущен на воду 26 марта 1927 года и введён в состав флота 17 апреля 1929 года.

## Служба
Экипаж нового крейсера был сформирован из личного состава списанного крейсера «Нимфа». После вступления в строй «Кёнигсберг» стал флагманом Балтийской станции и разведывательных сил флота.

### Предвоенный период

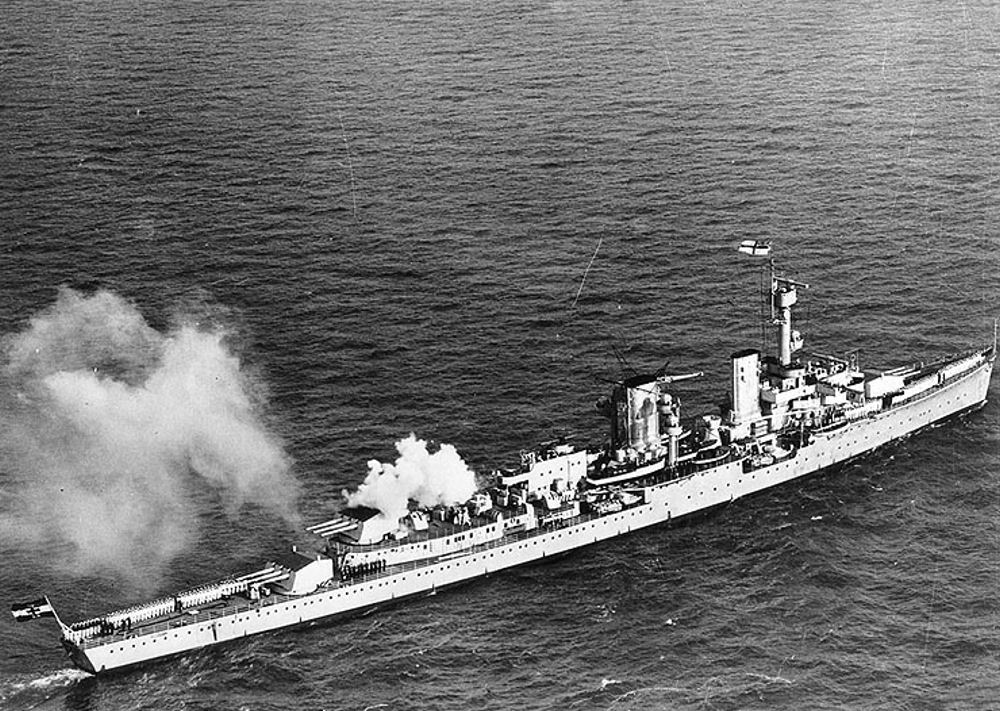
Салютующий лёгкий крейсер «Кёнигсберг» в 1934 году. На мачте поднят флаг Королевского флота Великобритании

В период предвоенного этапа службы крейсер совершил множество заграничных походов, в частности, в октябре 1929 года посетил Барселону, где проходила Всемирная выставка. В июле 1934 года «Кёнигсберг» и «Лейпциг» под флагом адмирала Кольбе нанесли первый после 1914 года визит германских кораблей в Великобританию, посетив британскую военно-морскую базу Портсмут. В конце 1936 года крейсер находился в испанских водах в связи с продолжавшейся гражданской войной в этой стране, где Германия поддерживала мятежников. За время предвоенной службы крейсер посетил такие порты, как Барселона, Виго, Альмерия, Катания, Аргостилион, Сплит, Порт Махон, Лиссабон, Лиепая, Стокгольм, Портсмут, Рейкьявик, Таллин, Гдыня, Хельсинки, Ваза, Висбю.
22 февраля 1936 года флагманом разведывательных сил флота был назначен лёгкий крейсер «Лейпциг», а «Кёнигсберг» был передан в артиллерийскую инспекцию в качестве учебного корабля артиллерийской школы.

### Вторая мировая война
На момент начала Второй мировой войны «Кёнигсберг» проходил службу на Балтике, но в конце сентября 1939 года перешёл в Северное море, где принимал участие в постановке системы минных заграждений «Вествалль», в различных манёврах и учениях.
В ночь с 12 на 13 ноября «Кёнигсберг» вместе с крейсером «Нюрнбергом» и 6-й флотилией миноносцев Кригсмарине прикрывал соединение эсминцев, занимавшееся постановкой минных заграждений у восточного побережья Великобритании.
После участия в минно-заградительных операциях крейсер находился в текущем ремонте до середины марта 1940 года.
В апреле 1940 года Вермахтом была проведена операция «Везерюбунг» по захвату Норвегии и Дании. В операции по захвату Норвегии на начальном этапе корабли Кригсмарине должны были высадить в крупных портах этой страны десанты с целью их захвата. Крейсер «Кёнигсберг» был определён в состав группы 3, целью которой стал Берген. В группу вошли также крейсер «Кёльн», учебно-артиллерийский корабль «Бремзе», плавбаза торпедных катеров «Карл Петерс», миноносцы «Леопард» и «Вольф», 5 торпедных катеров и 2 вспомогательных корабля. Командовал группой контр-адмирал Шмундт.

7 апреля крейсер вышел в море, имея на борту 750 военнослужащих 69-й пехотной дивизии, адмирала Шрадера, назначенного командующим западным норвежским побережьем, и его штаб. На борту «Кёнигсберга» находился и командир 159-го пехотного полка. Флагманом группы был лёгкий крейсер «Кёльн». «Кёнигсбергу» удалось высадить войска в Бергене, после чего был получен приказ войти в гавань и поддержать десант. Но в момент прохождения крейсером узости он был обстрелян норвежской батарей береговой обороны, имевшей на вооружении 210-мм орудия. В корабль попало 3 снаряда, причинивших повреждения трубопроводов, электрооборудования, электростанции, из строя вышли рулевое управление и система управления огнём, в некоторых каютах начался пожар. Командир крейсера отдал приказ выйти из боя и повёл корабль в порт Бергена. В порту с «Кёнигсберга» выгрузили оставшихся на борту солдат и передали часть топлива на другие корабли. После осмотра повреждения корабля были определены как незначительные. Корабль оставался в состоянии развить наибольшую скорость 22-24 узла, хотя из-за пробоины в корпусе заметно снизились его мореходные качества. Было принято решение оставить повреждённый крейсер в норвежском порту для ремонта, видимо, опасаясь появления превосходящих сил английского флота. 10 апреля 1940 года две эскадрильи пикирующих бомбардировщиков «Скьюа», ранее приписанные к авианосцу «Арк Ройял», атаковали крейсер, добившись нескольких попаданий.

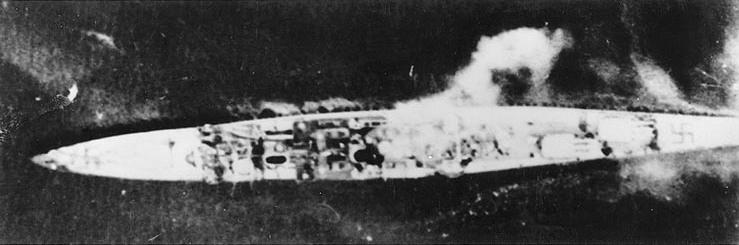
Лёгкий крейсер «Кёнигсберг» во время атаки британскими самолётами в Бергене

В 10 часов 51 минуту, крейсер затонул, перевернувшись вверх килем. Над водой остались только винты и часть днища. Моряков «Кёнигсберга» перевели в части морской пехоты. Потери экипажа составили 18 человек (по другим данным, 11).
Корпус крейсера подняли летом 1942 года и использовали как пирс для подводных лодок. Были планы перевести «Кёнигсберг» на Балтику, для использования в качестве зенитной плавбатареи или разобрать на металл, но от него отказались из-за отсутствия эскортных кораблей. Корпус корабля разобрали в Бергене после окончания войны.

## Командиры корабля
| Имя и звание                                      | Время службы                        |
| ------------------------------------------------- | ----------------------------------- |
| фрегаттен-капитан Вольф фон Трота                 | 17 апреля 1929 — 19 июня 1929       |
| фрегаттен-капитан Роберт Витхофт-Эмден            | 24 июня 1929 — 2 сентября 1929      |
| фрегаттен-капитан Герман Денч                     | 27 сентября 1930 — 25 сентября 1932 |
| фрегаттен-капитан/капитан-цур-зее Отто фон Шредер | 26 сентября 1932 — 24 сентября 1934 |
| фрегаттен-капитан/капитан-цур-зее Губерт Шмундт   | 25 сентября 1934 — 26 сентября 1935 |
| фрегаттен-капитан/капитан-цур-зее Теодор Пауль    | 27 сентября 1935 — 15 февраля 1937  |
| капитан-цур-зее Робин Шаль-Эмден                  | 16 февраля 1937 — 2 ноября 1938     |
| капитан-цур-зее Эрнст Шёрлен                      | 3 ноября 1938 — 26 июня 1939        |
| капитан-цур-зее Курт Цезарь Хофман                | 27 июня 1939 — 15 сентября 1939     |
| капитан-цур-зее Генрих Руфус                      | 16 сентября 1939 — 10 апреля 1940   |